# EEPROM

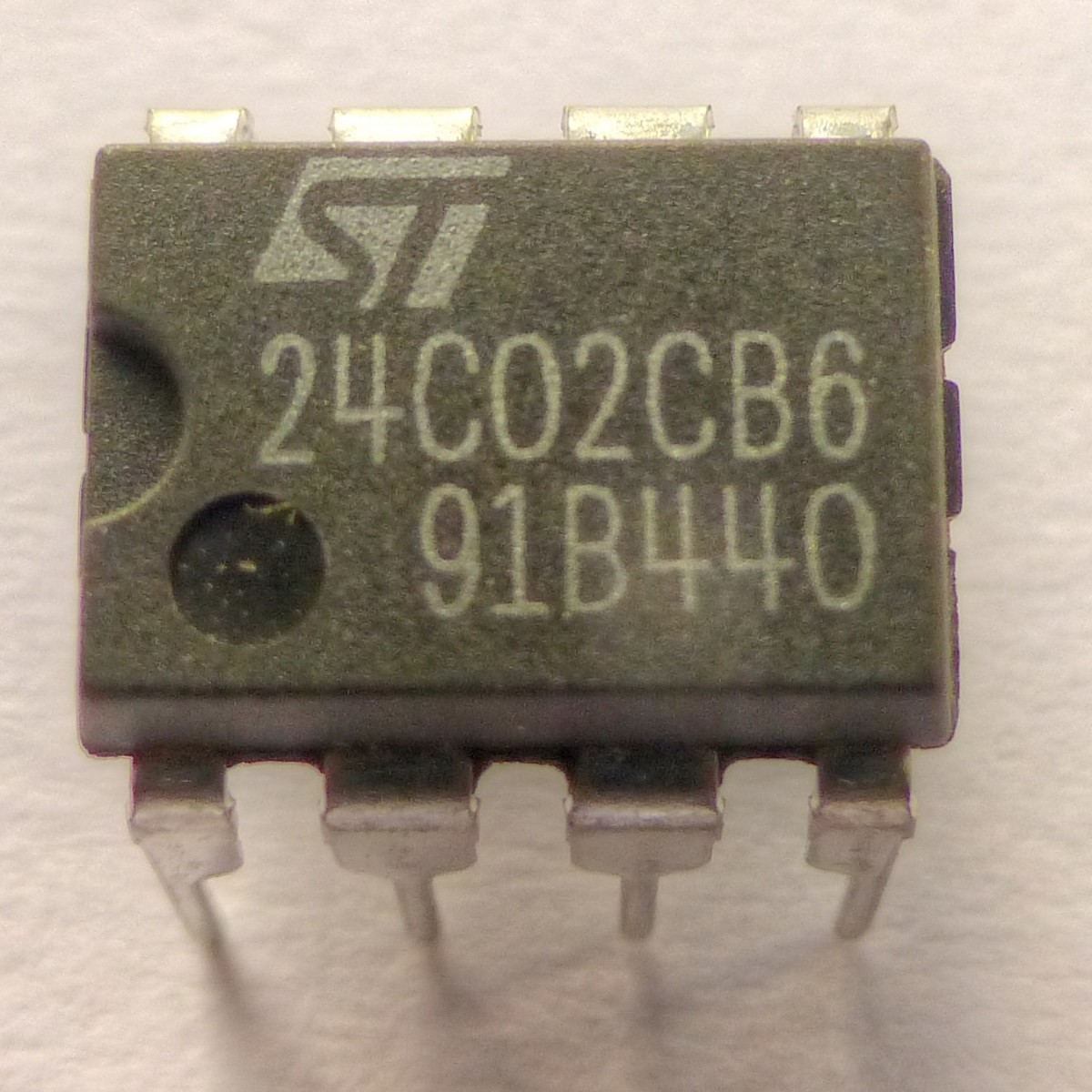
ST M24C02 EEPROM

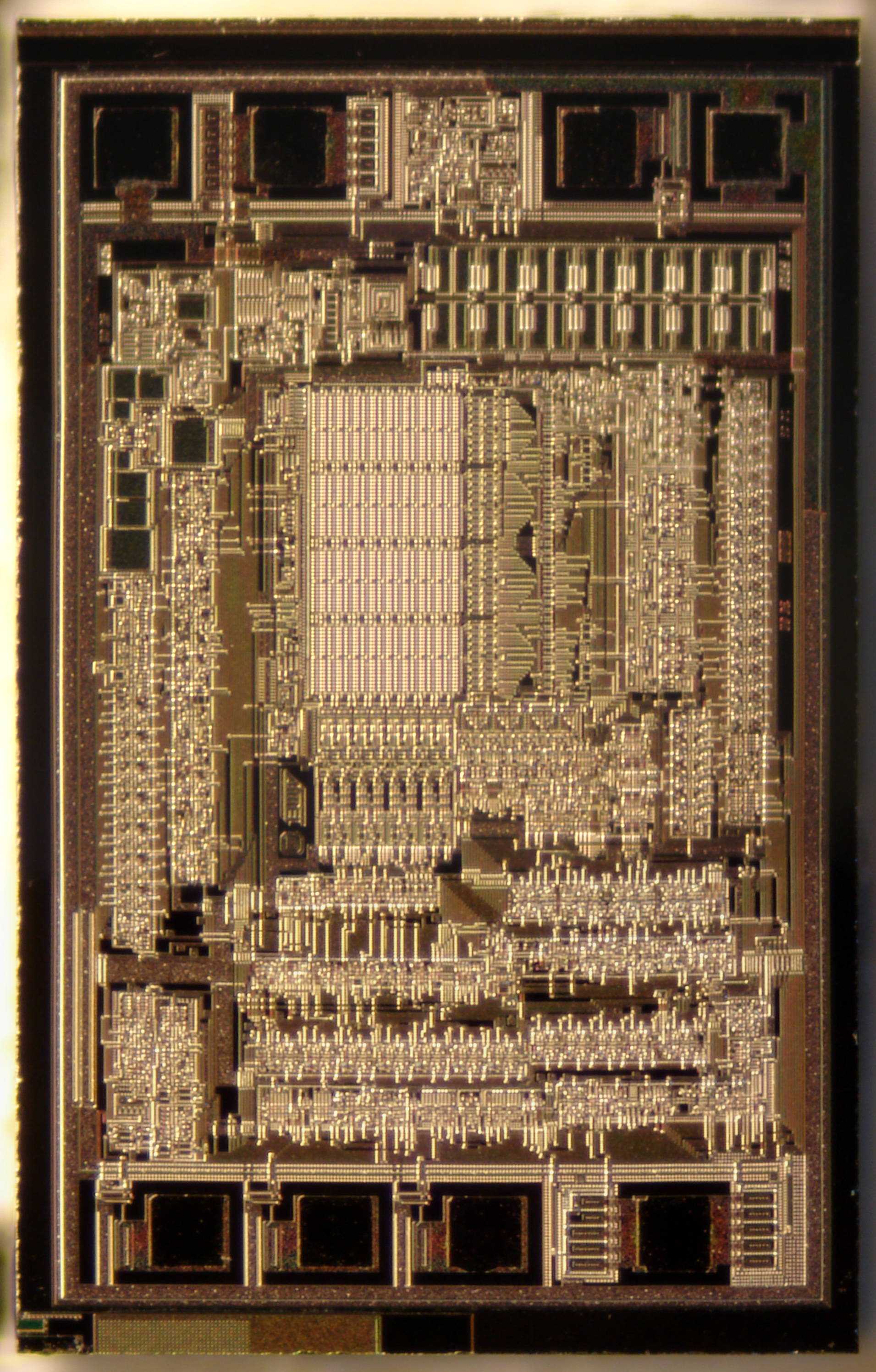
A 93C46A die

A EEPROM, ou E2PROM (pronuncia: "e-e-prom", sigla do inglês de Electrically-Erasable Programmable Read-Only Memory) é um tipo de memória não-volátil usada em dispositivos computacionais e outros dispositivos eletrônicos para armazenar pequenas quantidades de dados que precisam ser salvos quando a energia é removida, por exemplo, dados de configuração do dispositivo. Apesar de no nome se declarar Read-Only, esse foi classificado incorretamente pois é do tipo Leitura/Escrita (Read/Write), pelo fato de que códigos de erro no OBD-II poderem ser removidos independentemente, dentre outras características. Este se assemelha à denominação incorreta de ROM dos smartphones, conforme a Ciência da Computação.
Ao contrário da maioria dos outros tipos de memória não-volátil, bytes individuais em uma EEPROM tradicional pode ser lidos, apagados e re-escrita de forma independente.
Atualmente já existe uma memória não-volátil mais moderna, derivada da EEPROM, a memória flash. Quando grandes quantidades de dados estáticos devem ser armazenados (por exemplo, em unidades flash USB) a memória flash é mais econômica do que os dispositivos tradicionais de EEPROM.
Enquanto uma EPROM é programada por um dispositivo eletrônico que dá tensões maiores do que os usados normalmente em circuitos elétricos e pode ser apagada apenas por exposição a uma forte luz ultravioleta, a EEPROM pode ser programada e apagada dentro do próprio circuito, eletricamente, pela aplicação de sinais de programação especiais. Originalmente, EEPROMs foram limitados a operações de byte único que os fizeram mais lento, mas EEPROMs modernos permitem operações com múltiplos bytes.
Embora uma EEPROM possa ser lida, um número praticamente ilimitado de vezes, ela possui uma vida útil limitada - isto é, o número de vezes que pode ser reprogramada (apagada e programada novamente) foi limitado a dezenas ou centenas de milhares de vezes, devido a contínua deterioração interna do chip durante o processo de exclusão que requer uma tensão elétrica mais elevada. Essa limitação foi estendido para um milhão de operações de gravação em EEPROM modernos. Entretanto essa vida útil da EEPROM, se torna uma importante consideração a ser feita, quando seu uso em um computador, por exemplo, tenha uma previsão de frequentes reprogramações. É por esta razão que EEPROMs foram utilizados para informações de configuração, ao invés de memória de acesso aleatório.
Como cada novo dado gravado no chip requer o apagamento do anterior, considera-se apagamento e gravação como uma só operação, porém seria possível gravar o mesmo endereço de memória um bit de cada vez, fazendo então oito gravações com um só prévio apagamento. Entretanto a maioria das memórias EEPROM faz o apagamento do conteúdo do endereço automaticamente antes da gravação.
Tecnologias mais novas como FRAM e MRAM estão aos poucos substituindo as EEPROMs em algumas aplicações

## História
Eli Harari na Hughes Aircraft, inventou a EEPROM em 1977 utilizando, o tunelamento de Fowler-Nordheim, esse processo utiliza de uma tensão elétrica, geralmente entre 10 a 13 volts, aplicados à porta flutuante, para mudar o valor da célula para "0", corrente essa que vem da coluna, ou bitline (linha de bits), entra na porta flutuante e é drenada para a fonte. E com uma tensão mais alta é possível fazer com que os elétrons nas células do chip de mémoria se tornem "1". A Hughes passou a produzir os primeiros dispositivos EEPROM. Em 1978, George Perlegos na Intel desenvolveu o Intel 2816, que foi construído anteriormente com a tecnologia EPROM, mas passou a utilizar uma camada de óxido de porta flutuante permitindo que o chip pudesse apagar seus próprios dados sem uma fonte de UV. Perlegos e outros desenvolvedores, deixaram a Intel para formar Seeq Technology, que utilizou novos dispositivos de carga para abastecer as altas voltagens necessárias para a programação de EEPROMs.

## Funcionalidades da EEPROM
Existem diferentes tipos de interfaces elétricas para dispositivos EEPROM . Principais categorias de estes tipos de interface são:
- Barramento Serial
- Barramento Paralelo

Como o dispositivo é operado depende da sua interface elétrica.

### Barramento serial
Os tipos de interface seriais mais comuns são SPI, I²C, Microwire, UNI/O, e 1-Wire. Estas interfaces requerem entre um e quatro sinais de controle para o funcionamento, resultando em um dispositivo de memória de oito pinos (ou menos) de pacote.
A EEPROM serial (ou SEEPROM) opera tipicamente em três fases: Fase de Código de Operação(OP-Code), Fase de Endereçamento e Fase de Dados. O OP-Code é geralmente os 8 primeiros bits de entrada no pino serial do dispositivo EEPROM (ou com a maioria dos dispositivos I²C , está implícito); seguido de 8 a 24 bits de endereçamento, dependendo da profundidade do dispositivo, em seguida, os dados a serem lidos ou escritos.
Cada dispositivo EEPROM normalmente não tem o seu próprio conjunto de OP-Codes de instruções para mapear diferentes funções. Algumas das operações comuns em dispositivos EEPROM SPI são:
- Habilitar escrita (WRENAL)
- Desabilitar escrita (WRDI)
- Leitura do estado do registrador (RDSR)
- Escrita do estado do registrador (WRSR)
- Leitura de dados (READ)
- Escrita de dados (WRITE)

Outras operações suportadas por alguns dispositivos EEPROM são:
- Programar
- Excluir setores
- Comandos de exclusão no chip

### Barramento paralelo
Dispositivos EEPROM paralelos normalmente têm um barramento de dados de 8 bits e um barramento de endereços grande o suficiente para cobrir o restante da memória. A maioria dos dispositivos têm seletor de chips e pinos com escrita protegida. Alguns microcontroladores também têm integrado EEPROM paralelo.
Operação de uma EEPROM paralela é simples e rápido quando comparado a EEPROM serial, mas estes dispositivos são maiores devido à maior quantidade de pinos (28 pinos ou mais) e sua popularidade têm vindo a diminuir em relação a EEPROM serial ou Flash.

### Outros dispositivos
Memória EEPROM, também é usada para habilitar recursos em outros tipos de produtos que não são estritamente produtos de memória. Produtos como relógios em tempo real, potenciômetros digitais, sensores de temperatura digital, entre outros, podem ter pequenas quantidades de EEPROM contendo informação para a calibração desses dispositivos ou outros dados que precisam estar disponíveis em caso de perda de energia. Ela também foi usada em cartuchos de jogos de vídeo game para salvar o progresso do jogo e configurações, antes do uso de memórias flash externo e interno.

## Casos de falhas
Existem duas limitações quanto ao armazenamento de dados, a resistência e a retenção de dados.
Durante regravações, a camada de óxido em transistores de porta flutuante gradualmente acumula elétrons presos. O campo elétrico dos elétrons presos acrescenta aos elétrons na porta flutuante, baixando a janela entre as tensões de zeros e uns. Depois de um número suficiente de ciclos de reescrita, a diferença torna-se demasiada pequena para ser reconhecível, a célula é presa no estado programado, e a falha de resistência ocorre. Os fabricantes normalmente especificam o número máximo de reescritas sendo 1 milhão ou mais.
Durante o armazenamento, os elétrons injetados na porta flutuante pode ser movimentado através do isolador, aumentando a temperatura e causando perda de carga, revertendo a célula ao estado apagado. Os fabricantes normalmente garante a retenção de dados de 10 anos ou mais.

## Tipos relacionados
A memória flash é uma variação moderna da EEPROM, mas existe na indústria uma convenção para reservar o termo EEPROM para as memórias de escrita bit a bit, não incluindo as memórias de escrita bloco a bloco, como as memórias flash. As EEPROM necessitam de maior área que as memórias flash, pois como são organizadas como matrizes de transistores de porta flutuante, cada célula geralmente necessita de um transistor de leitura e outro de escrita, ao passo que as ,células da memória flash só necessitam de um, justamente por utilizarem blocos.
Tecnologias de memória não-volátil, mais recentes como FeRAM e MRAM estão substituindo lentamente as EEPROMs em algumas aplicações, mas todavia uma fração do mercado deverá manter o uso de EEPROM em um futuro próximo.

### Comparação entre EPROM e EEPROM/Flash
A diferença entre EPROM e EEPROM está na maneira que as memórias são programadas e apagadas. EEPROM pode ser programada e apagada eletricamente usando emissão de elétrons de campo (mais comumente conhecida na indústria como "o tunelamento de Fowler-Nordheim").
As EPROMs não pode ser apagadas eletricamente, e são programados através de um mecanismo conhecido como HCI aplicado na porta flutuante, e a exclusão é através de uma fonte de luz ultravioleta, embora na prática, muitas EPROM são encapsuladas em plástico que é opaco a luz UV, tornando-os "programável apenas uma vez ". Já a memória Flash é um estilo de programação híbrida e a exclusão,embora mais abrangente, se baseia na exclusão da EEPROM.
| Tipo   | Injeção de elétrons na porta flutuante (Bit=0) | Duração     | Remoção de elétrons na porta flutuante (Bit=1) | Duração     |
| ------ | ---------------------------------------------- | ----------- | ---------------------------------------------- | ----------- |
| EEPROM | Emissão de campo de elétrons                   | 0,1...5 ms  | Emissão de campo de elétrons                   | 0,1...5 ms  |
| Flash  | HCI                                            | 0,01...1 ms | Emissão de campo de elétrons                   | 0,01...1 ms |
| EPROM  | HCI                                            | 3...50 ms   | Luz UV                                         | 5...30 min  |

## Fabricantes EEPROM
- Atmel
- Hitachi
- Infineon Technologies
- Intersil
- Linear Technology
- Macronix
- Maxwell Technologies
- Microchip Technology
- Mitsubishi
- NXP Semiconductors
- National Semiconductor
- ON Semiconductor
- Renesas Technology
- ROHM
- Samsung Electronics
- STMicroelectronics
- Seiko Instruments
- Winbond